# Calogero Vinti
Calogero Vinti   (Agrigent, 12 de juliol de 1926 - Perusa, 25 d'agost de 1997) va ser un matemàtic italià.

## Vida i obra
Nascut a Sicília, Vinti va estudiar matemàtiques a la universitat de Palerm, essent deixeble d'Emilio Baiada. Després de ser professor associat a Palerm, va ser nomenat professor titular el 1962 a la universitat de Mòdena, de la qual es va traslladar a la de Perusa el 1970. Va morir a Perusa el 1997. El 1986 va contribuir fortament en la fundació de la facultat d'enginyeria de la universitat de Perusa, de la qual va ser president durant tres mandats consecutius.
Els seus treballs de recerca més importants van ser en el camp de l'anàlisi matemàtica i de la teoria de l'aproximació.
El 1998, la Unione Matematica Italiana, va instaurar un premi amb el seu nom per distingir joves investigadors en el camp de l'anàlisi matemàtica.